# World of Warplanes
World of Warplanes (WoWp) е масова мултиплейър онлайн (ММО) игра, посветена на златната епоха в историята на бойната авиация. Проектът продължава „военната сага“, започната с World of Tanks. Играта също е разработена от беларуската компания Wargaming. В World of Warplanes играчите се издигат във висините в битка за въздушна доминация. Нейно продължение е играта World of Warships. 
В основния режим се включват два отбора по 15 играча във въздушни битки на различни терени (карти). Победа се постига при унищожаване на всички противникови самолети или ако постигнете превъзходство по точки, унищожавайки вражеските наземни обекти. В играта е изключително важна както работата в екип, така и индивидуалното представяне на всеки играч, понякога един пилот може да обърне хода на битката.
В играта е обхванат един от най-интересните периоди в историята на самолетостроенето – 30-те години на миналия век, по времето на Втората световна война, периода през корейската война.
В World of Warplanes съществуват над 100 самолета от седем различни държави – СССР, Германия, САЩ, Япония, Великобритания, Китай и регион Европа, като всяка машина притежава свои специфични технически характеристики и поведение в битката. Пет основни класа техника има в играта: изтребители, многоцелеви изтребители, тежки изтребители, щурмови самолети и бомбардировачи.
World of Warplanes непрекъснато има нови актуализации. В нея постоянно се добавят нови самолети и карти, както и нови бойни режими. Усъвършенстват се и графиката и интерфейсът на играта.